# Gitta Escher
Gitta Escher född den 18 mars 1957 i Nordhausen, Tyskland, är en östtysk gymnast.
Hon tog OS-brons i lagmångkampen i samband med de olympiska gymnastiktävlingarna 1976 i Montréal.